# Беатриса (графиня Арундельська)
Беатри́са (порт. Beatriz; бл. 1380 — 1439) — португальська інфанта, графиня Арундельська (1405—1415) й гантінгдонська (1432—1439). Представниця Авіської династії. Народилася у Ештремоші, Португалія. Позашлюбна донька португальського короля Жуана I від коханки Інеш Піріш, доньки єврейського шевця. Легітимізована батьком. Виховувалася мачухою, королевою Філіппою Ланкастерською. Рідна сестра браганського герцога Афонсу. Звідна сестра інфантів Дуарте, Педру, Енріке, Жуана, Фернанду. Дружина арундельського графа Томаса Фіцалана (1405—1415) і гантінгдонського графа Джона Голланда (з 1432). Померла в Бордо, Франція.

## Сім'я
- Мати: Інеш Піріш (?—?), донька єврейського шевця
- Рідний брат: Афонсу (1377—1461), герцог Браганський (1442—1461)
- Зведені брати і сестри:
  - Бранка (1388—1389), померла немовлям
  - Афонсу (1390—1400), спадкоємець престолу, помер юнаком
  - Дуарте (1391—1438), король Португалії (1433—1438)
  - Педру (1392—1449), герцог Коїмбрський (1415—1449), регент (1439—1449)
  - Енріке (1394—1460), герцог Візеуський (1415—1460), магістр Ордену Христа (1420—1460)
  - Ізабела (1397—1471) ∞ Філіпп III, бургундський герцог
  - Жуан (1400—1442), конетабль Португалії (1431—1442)
  - Фернанду (1402—1443), адміністратор Авіського ордену (1434—1443)